# Valvata theodokii
Valvata theodokii is een slakkensoort uit de familie van de Valvatidae. De wetenschappelijke naam van de soort is voor het eerst geldig gepubliceerd in 1889 door Locard.